# Функционалистичка психологија
Функционалистичка психологија или функционализам се јавља као реакција на структуралистичку психологију, пред крај 19. века. Функционализам је био под јаким утицајем рада Чарлса Дарвина, поготово његове теорије о еволуцији и прагматизма из САД.